# Burma-Kurzkopf-Weichschildkröte
Die Burma-Kurzkopf-Weichschildkröte (Chitra vandijki) ist eine vom Aussterben bedrohte Schildkrötenart aus der Gattung der Kurzkopf-Weichschildkröten (Chitra) in der Familie der Weichschildkröten (Trionychidae). Sie kommt in Myanmar vor.

## Entdeckung und Etymologie
Die vier subadulten Typusexemplare wurden 1997 auf einem Wildtiermarkt in Ruili in der chinesischen Provinz Yunnan erworben. Sie haben Carapaxlängen von je 41,2 cm, 22,0 cm, 23,0 cm und 36,8 cm. 2001 gelang es dem Herpetologen Steven G. Platt ein lebendes Exemplar in Myanmar zu fotografieren, jedoch nicht in der Wildnis, sondern auf dem Gelände eines Schildkrötenhändlers nördlich von Mandalay am Irrawaddy. In den Jahren 2003 und 2004 wurden sowohl getötete als auch lebende Exemplare am Chindwin-Fluss in Myanmar entdeckt. Im Jahr 2002 veröffentlichte Kittipong Jaruthanin den Namen Chitra burmanica, der jedoch als Nomen nudum gilt. Die offizielle Erstbeschreibung erfolgte im Jahr 2003 durch William P. McCord und Peter C. H. Pritchard. Das Artepitheton ehrt den niederländischen Herpetologen Peter Paul van Dijk, der sich um die Erforschung und den Schutz von Weichschildkröten in Südostasien verdient gemacht hat.

## Merkmale
Da bisher nur wenige Exemplare wissenschaftlich gesammelt wurden, ist es schwierig, adäquate Aussagen über maximale Größen- und Gewichtsangaben zu treffen. Basierend auf Vergleichen mit verwandten Arten wird die maximale Gesamtlänge ausgewachsener Individuen auf über 100 cm und das Maximalgewicht auf über 100 kg geschätzt. Die Gesamtfärbung der Burma-Kurzkopf-Weichschildkröte ist schokoladenbraun. Das Carapaxmuster ist mäßig ausgeprägt. Der dunkle lederartige Panzer zeichnet sich durch schokoladenbraune und gelb-ockerfarbene Markierungen aus und weist keinen ausgeprägten Mittellinienstreifen auf. Die dunklen Streifen über den Rippenknochen sind bei den meisten Individuen deutlich asymmetrisch. Der ledrige Randbereich des Rückenpanzers ist mit hellen Flecken bedeckt, die mit weniger ausgeprägten dunkleren Flecken durchsetzt sind. Die Kopfoberseite weist zwei Linien auf, und zwei weitere, die sich von den Augenhöhlen zurückerstrecken und nach unten verlaufen, wobei sie einen rechten Winkel im Trommelfellbereich bilden. Eine einzelne helle Linie verbindet sich mit den Vorderseiten der Augenhöhlen, jedoch es gibt keine Anordnung von hellen Linien, die die Konturen der Schnauze definieren, wie bei den anderen Arten der Kurzkopf-Weichschildkröten. Eine ontogenetische Veränderung der Rückenpigmentierung ist wahrscheinlich, bleibt aber aufgrund der geringen Menge gesammelter großer Exemplare unbeschrieben. Der Plastron ist weiß bis rosaweiß und der Schwanz ist kurz und stumpf. Der kurze Rüssel verleiht dem Kopf ein langgestrecktes, stumpfes Aussehen, und Kopf und Hals sind durch sieben verschiedene schwarz umrandete Längsstreifen gekennzeichnet, die oft asymmetrisch sind und eine V-förmige Markierung aufweisen, die an der Schnauze beginnt, sich über den Panzer erstreckt und nicht das bei den anderen Arten übliche glockenförmige Erscheinungsbild aufweist. Ein bis zwei Paare von verschiedenen Ocelli befinden sich hinter oder zwischen den Augen. Die Iris ist leuchtend goldgelb und das Kinn ist schwarz gesprenkelt. Die Vordergliedmaßen der der Burma-Kurzkopf-Weichschildkröte weisen drei bis vier verhornte Querlamellen sowie runde rudimentäre Zehen auf, die zum Entfalten der Schwimmhäute dienen. Der Sexualdimorphismus bei der Burma-Kurzkopf-Weichschildkröte ist nicht beschrieben. Die Weibchen der Hinterindischen Kurzkopf-Weichschildkröte (Chitra chitra) sind jedoch größer als die Männchen. Männliche Vorderindische Kurzkopf-Weichschildkröten (Chitra indica) haben relativ längere und dickere Schwänze als die Weibchen. Das Gleiche gilt wahrscheinlich auch für die Burma-Kurzkopf-Weichschildkröte. Die Jungtiere sind bisher unbeschrieben.

## Verbreitung
Bestätigte Aufzeichnungen sind nur vom Irrawaddy sowie vom Chindwin-Fluss und seinen Nebenflüssen bekannt. Die Terra typica ist das Dorf Khayansat Kone (23°16.30'N; 95°58.99'O), entlang des Irrawaddy, flussaufwärts von Mandalay. 1994 fand Peter Paul van Dijk Skelettmaterial an den Flüssen Mon, Man und Myitnge (alles Nebenflüsse des Irrawaddy). 2004 entdeckten Steven und Kalyar Platt zwei ausgewachsene Exemplare in einem Teich an der Kyaik-Paw-Law-Pagode in Kyaikto, eine Stadt an der Mündung des Sittaung. Da Schildkröten und Fische, die in Pagodenteichen ausgesetzt werden, örtlich beschafft und selten über weite Strecken transportiert werden, besteht die Möglichkeit, dass die Burma-Kurzkopf-Weichschildkröte auch im Sittaung-Flusssystem vorkommt. Ein weiteres Exemplar wurde im Saluen an der Grenze zu Thailand beobachtet.

## Lebensraum und Lebensweise
Die Burma-Kurzkopf-Weichschildkröte bewohnt mittlere bis große Tieflandflüsse mit geeigneten Sandbänken zum Nisten. Diese Art ist fast vollständig aquatisch und wie die Vorderindische Kurzkopf-Weichschildkröte wahrscheinlich in der Lage pharyngeal zu atmen, was ein längeres Tauchen ermöglicht. In Gefangenschaft lebende Tiere bleiben unter Wasser und unter dem Substrat begraben. Adulte Individuen gelten als aggressiv und sind in der Lage, schwere Bisswunden zu verursachen; ansonsten ist wenig über das Verhalten bekannt. Die Lebensweise der Burma-Kurzkopf-Weichschildkröte in freier Wildbahn ist praktisch unerforscht.

## Status
Die Burma-Kurzkopf-Weichschildkröte wurde 2021 in die Rote Liste gefährdeter Arten der IUCN aufgenommen und in die Kategorie vom Aussterben bedroht (critically endangered) klassifiziert. Obwohl keine quantitativen Bestandsdaten verfügbar sind, deuten Marktstudien und Gespräche mit Fischern darauf hin, dass die Art überall selten oder sehr selten ist. Fischer am abgelegenen Oberlauf des Chindwin berichteten, dass die Zahl der Flussschildkröten in einem Zeitraum von 20 bis 30 Jahren zurückgegangen sei und führten dies vor allem auf die zunehmende menschliche Präsenz und den erhöhten Jagddruck zurück; der illegale Handel mit Schildkröten von Myanmar nach China entwickelte sich erst um 2000, nachdem die Schildkrötenpopulationen um Mandalay (ein Handelszentrum) dezimiert wurden. Sandbänke, die zur Eiablage dienen, sind zunehmend vom Dammbau betroffen. Eier sind sehr begehrt und die Gelege sind leicht zu finden. Die Burma-Kurzkopf-Weichschildkröte ist durch die Fischerei- und Forstgesetze in Myanmar geschützt und steht in Anhang I des Washingtoner Artenschutzübereinkommens. In Mandalay existiert ein Zuchtzentrum.